# 哺乳主义

国际母乳喂养标志

哺乳主义（Lactivism）、也称母乳主义，是一种提倡采取积极行动实现母乳哺育文化的教义或实践，通常发生于母乳哺育者的示威、抗议等。他们主张推进自然地哺乳行为，并抗议配方奶粉公司及其母乳替代品产业。
哺乳主义的抗议通常是采取静坐示威方法，比如妇女聚集在公共场所给她们的孩子喂奶（公开哺乳），以抗议在一些场所中人们要求哺乳女性离开；或者拒绝提供育婴室设施的管理模式。抗议女性通常会穿着带标记国际母乳喂养标志的统一制服。
哺乳主义的另一种诉求是提倡母乳哺育。他们通常宣传哺乳的信息、分享成功哺乳的经验和资源。一些哺乳主义者提倡母乳喂养而非奶瓶喂养，因为前者是更为自然的营养供给方式。他们主张母乳喂养比奶瓶喂养更能增进母亲与孩子的感情。另外他们提出奶瓶喂养会产生更多的费用，从而占据了本可花在其他有益孩子发展的生活品开支。多个健康组织，包括美国儿科学会、美国医学会和世界卫生组织，都推荐母乳作为婴儿的主要营养来源。

## 相关
- 公开哺乳
- 哺乳推广（英语：Breastfeeding promotion）